# 캐논 EOS 7D Mark II
캐논 EOS 7D Mark II(Canon EOS 7D Mark II)는 2014년 11월에 출시한 2,020만 유효 화소를 가지는 캐논의 DSLR이다.

## 같이 보기
- 캐논
- 캐논 EOS
- 캐논 EF 마운트
- 캐논 EF-S 마운트